# Danielssenia paraperezi
Danielssenia paraperezi är en kräftdjursart som beskrevs av Soyer 1970. Danielssenia paraperezi ingår i släktet Danielssenia och familjen Pseudotachidiidae. Inga underarter finns listade i Catalogue of Life.